# HD109485
HD109485 — подвійна зоря. 
Ця подвійна система має видиму зоряну величину в смузі V приблизно 4,9.
Вона розташована на відстані близько 364,8 світлових років від Сонця.

## Подвійна зоря
Головна зоря цієї системи належить до хімічно пекулярних зір й має спектральний клас A0.
Інша компонента має  спектральний клас  Зорі спектрального класу.

## Фізичні характеристики
Зоря HD109485 обертається 
досить швидко 
навколо своєї осі. Проєкція її екваторіальної швидкості на промінь зору становить  Vsin(i)= 60км/сек.

## Магнітне поле
Спектр даної зорі вказує на наявність магнітного поля у її зоряній атмосфері.
Напруженість повздовжної компоненти поля оціненої з аналізу
наявних ліній металів
становить   26,0±  31,0 Гаус.